# ۱٬۲-دی‌تی‌اتان
۱،۲-دی‌تی‌اتان (به انگلیسی: 1,2-Dithietane) با فرمول شیمیایی C۲H۴S۲ یک ترکیب شیمیایی با شناسه پاب‌کم ۱۲۳۰۹۲۸۳ است. که جرم مولی آن ۹۲٫۱۸ g/mol می‌باشد. 